# Freeform hardcore
Pour les articles homonymes, voir Freeform et Trancecore.
Genres dérivés
UK freeform
Genres associés
Eurobeat
Le freeform hardcore, originellement connu sous le terme de trancecore, est un genre de techno hardcore, dérivé de l'Eurobeat, du happy hardcore et du UK hardcore. 

## Caractéristiques
Le style musical se compose généralement d'instruments en 4/4 beat, de lignes d'acid, hi-NRG et souvent d'éléments sonores issus de la hard dance. Le genre se développe tout d'abord sous les caractéristiques musicales du techno hardcore avant de dévier progressivement vers la trance. Il se développe considérablement durant les mixes de l'artiste britannique Sharkey dans les compilations Bonkers. Des labels discographiques tels que Thin 'n' Crispy, Nu Energy Collective et FINRG se sont dès lors spécialisés dans la musique freeform. Un artiste influençant, Kevin Energy, directeur du label Nu Energy, décrit le freeform comme un état d'esprit. FINRG, label de freeform, en Finlande compte plus de 100 000 téléchargements gratuits de ses musiques. Le trancecore des Pays-Bas est un mélange de psytrance, d'acid et de hardcore.